# Begonia libanensis
Espèce
Begonia libanensis est une espèce de plantes de la famille des Begoniaceae.
L'espèce fait partie de la section Begonia.
Elle a été décrite en 1925 par Ignaz Urban (1848-1931).

## Répartition géographique
Cette espèce est originaire de Cuba.